# Kheireddine Rechrouche
Kheireddine Rechrouche (en arabe : خير الدين رشروش) est un footballeur algérien né le 31 mars 1990 à Annaba. Il évoluait au poste de milieu central.

## Biographie
Il évolue en première division algérienne avec le club du WA Tlemcen. Il dispute 48 matchs en inscrivant un but en Ligue 1.